# Habropogon striatus
Habropogon striatus är en tvåvingeart som först beskrevs av Fabricius 1794.  Habropogon striatus ingår i släktet Habropogon och familjen rovflugor. Inga underarter finns listade i Catalogue of Life.